# 高木瑞穂
高木 瑞穂（たかぎ みずほ、男性、1974年 - ）は、日本のノンフィクションライター。

## 人物
愛知県瀬戸市出身。父はサラリーマン、母は専業主婦で、一人っ子である。地元の大学に2年在籍し、20歳ぐらいの時に東京に出てきて、高円寺に住んで、何も修行せずにフリーライターを始めた。月刊誌編集長、週刊誌記者などを経てフリーに。主に社会・風俗の犯罪事件を取材・執筆。

## 著書
- 『風俗開業経営マニュアル 極秘公開』データハウス, 2011.12
- 『サラリーマンより稼ぐ女子高生たち JKビジネスのすべて』コアマガジン, 2016.8
- 『売春島 「最後の桃源郷」渡鹿野島ルポ』彩図社, 2017.9
- 『裏オプ JKビジネスを天国と呼ぶ"女子高生"12人の生告白』大洋図書, 2018.12
- 『黒い賠償 賠償総額9兆円の渦中で逮捕された男』彩図社, 2019.9